# Pyrrhia marginago
Pyrrhia marginago är en fjärilsart som beskrevs av Adrian Hardy Haworth 1809. Pyrrhia marginago ingår i släktet Pyrrhia och familjen nattflyn. Inga underarter finns listade.